# Il flauto tragico
Il flauto tragico (Put On by Cunning e negli USA Death Notes) è un romanzo poliziesco della scrittrice britannica Ruth Rendell, pubblicato nel 1981, l'undicesimo della serie dedicata all'Ispettore Wexford. in Italia è uscito nel 1982, nella collana Il Giallo Mondadori e, in seguito, ne I Classici del Giallo Mondadori.

## Trama
Manuel Camargue, un virtuoso di flauto ormai in pensione, sta per sposarsi con la giovane Dinah, quando una notte di gennaio muore intrappolato nel ghiaccio di uno stagno nei pressi di casa sua. Era uscito per una passeggiata con il cane. Inizialmente si pensa a un incidente, ma in seguito si scopre che il musicista era in procinto di diseredare l'unica figlia del suo primo matrimonio. Padre e figlia non si vedevano da diciannove anni e, poiché la figlia era di recente tornata dalla California, un fatto curioso aveva messo in allarme gli investigatori, particolarmente Reg Wexford: risultava che c'era stato un incontro tra Natalie, la figlia, e sir Manuel, il padre, ma nel corso del colloquio, improvvisamente Camargue aveva accusato la donna con cui parlava di essere un'impostora e che non avrebbe avuto un soldo da lui. A quanto pare, la donna aveva ammesso di aver impersonato la figlia di sir Manuel; a riferire tutto lo sconcertante episodio era stata Dinah, la futura sposa.
L'improvvisa morte del flautista aveva due conseguenze gravi: la figlia era stata fino ad allora l'unica erede e tale rimaneva; Dinah doveva essere l'erede universale, ma lo sarebbe stata solo dopo il matrimonio e la stesura di un nuovo testamento. Date le circostanze, Natalie arriva alla casa paterna e se ne impossessa senza remore; con sé ha due amici, i coniugi Ivan e Jane Zoffany. Gli avvocati che tenevano il testamento di Camargue appurano che la donna è esattamente chi dice di essere e le prove sulla sua identità sono molte, da esami calligrafici a riconoscimenti vari. Solo una zia, la sorella della defunta madre, rifiuta di incontrare Natalie e ciò non la danneggia, benché gravi rancori siano passati tra le due donne. Wexford arriva al punto di fare un viaggio in California per saperne di più, ma tutto quello che riesce a scoprire è che Natalie, dopo essere rimasta vedova, ha avuto un legame misterioso con uno svizzero espulso dagli Stati Uniti, in quanto privo dei requisiti di soggiorno nel Paese. Però nulla si scopre sull'aspetto e l'identità di questo personaggio.
Natalie si comporta in modo insolente e indisponente, ma dal punto di vista legale si premura di vendere la casa paterna, dopo aver messo in magazzino tutte le cose preziose che ci sono. Solo il cane di sir manuel rimane con Dinah e i due domestici che si occupavano di Camargue, a loro volta, mettono in vendita la casetta che era stata loro donata dal musicista. Quindi tutti sono in partenza. Proprio allora scompare Jane Zoffany, dopo una lite con il marito che lei accusa di essere l'amante di Natalie. Le ricerche portano fatalmente al deposito dei mobili dove, in un cassone molto capiente è rinvenuto il corpo di Natalie, cui è stata tagliata la gola. Invece Wexford ritrova la Zoffany nella casa di una sua sorella, ma capisce che si tratta di una pazza, con precedenti di ricoveri e che dovrà essere internata.
Resta a questo punto una sola possibilità: poiché l'eredità di sir Manuel va a una sua nipote (figlia dell'unica sorella) residente nel sud della Francia, Wexford, con il collega Burden, parte per incontrarla. La donna, Thérèse Lerémy, lavora in un museo e ha un viso segnato da molte piccole cicatrici. Durante l'incontro, gli investigatori scoprono che ha un innamorato e che a lei non è affatto sgradito. Così, con l'aiuto di un ispettore francese, tutti si recano al luogo dove gli innamorati si devono incontrare e arrestano l'uomo. Chi è? Un personaggio dalla doppia nazionalità: svizzero con il nome di Fassbender, inglese come John Cooper. Da anni amante di Natalie, aveva ucciso prima il padre, quindi lei stessa e ora si era messo a corteggiare la cugina, sempre per assicurarsi il patrimonio di sir Manuel. Anche la storia dell'accusa a Natalie di essere un'impostora è spiegata: Poiché non poteva andare dal padre il giorno fissato, al suo posto era andata la povera Jane Zoffany. Dapprima scambiata dall'anziano signore per la figlia, in seguito era stata smascherata e aveva detto il vero, ossia di essere venuta al posto di Natalie. Ma sir Manuel aveva interpretato l'episodio come un'atroce beffa, dal momento che ignorava le turbe mentali di Jane e le sue infinite bizzarrie.

## Personaggi
- Ispettore capo Wexford, (Reg, Reginald) della polizia di Kingsmarkham.
- Dora, moglie di Wexford.
- Sheila Wexford, attrice, figlia dell'ispettore Wexford.
- Ispettore Burden, collega e amico di Wexford.
- Manuel Camargue (sir), anziano musicista molto famoso e stimato: ora non suona più per motivi dovuti all'artrite, ma ha persino un flauto d'oro, regalo di un estimatore.
- Dinah Baxter Sternhold, giovane vedova che sta per sposare sir Manuel.
- Natalie Arno, figlia del primo matrimonio di sir Manuel, ha una dozzina d'anni più della futura sposa (Dinah) ed è vedova.
- Kathleen Camargue prima e unica moglie di sir Manuel, morta di cancro.
- Gladys Mountnessing, sorella di Kathleen e moglie del colonnello Rupert Mountnessing. Non può soffrire Natalie perché la ritiene responsabile di vari pasticci familiari.
- Ted e  Muriel Hicks, al servizio di Sir Manuel, che ha loro comprato una casetta perché li apprezza al massimo.
- Philip Cory, anziano compositore, grande amico di sir Manuel.
- Blaise, figlio di Cory, amico d'infanzia di Natalie.
- Ivan e Jane Zoffany, coppia di coniugi, amici di Natalie, che hanno conosciuta in California.
- Thérèse Lerèmy, nipote di sir Manuel (figlia dell'unica sorella), è orfana e vive nel Sud della Francia.
- John Fassbender o Johnny Cooper amico di Natalie, con doppia identità e doppio passaporto.

## Opere derivate
Il romanzo è stato adattato per la serie televisiva Ruth Rendell Mysteries, quarta stagione; l'episodio è andato in onda il 24 dicembre 1990

## Edizioni in italiano
- Ruth Rendell, Il flauto tragico, collana Il Giallo Mondadori n. 1748, A. Mondadori, Milano 1982
- Ruth Rendell, Il flauto tragico, traduzione di Elsa Pelitti, collana I classici del Giallo Mondadori n. 865, A. Mondadori, Milano 2000